# Бор (присілок, Афанасьєвський район)
Бор (рос. Бор) — присілок у складі Афанасьєвського району Кіровської області, Росія. Входить до складу Борського сільського поселення.
Населення становить 26 осіб (2010, 30 у 2002).
Національний склад станом на 2002 рік — росіяни 87 %.